# Gail O'Grady
Gail Ann O'Grady (Detroit (Michigan), 23 januari 1963) is een Amerikaanse actrice.

## Biografie
O'Grady werd geboren in Detroit (Michigan) en groeide op in Wheaton (Illinois), waar zij de high school doorliep aan de Wheaton North High School en daar in 1981 haar diploma haalde. Na een aantal rollen gespeeld te hebben in een paar tv-commercials verhuisde zij naar Los Angeles om actrice te worden.

## Huwelijken
| Naam                  | Van  | Tot  | Opmerking  |
| --------------------- | ---- | ---- | ---------- |
| Richard Dasko         | 1981 | 1983 | gescheiden |
| Severin Wunderman     | 1987 | 1987 | gescheiden |
| Jeffrey Byron         | 1990 | 1991 | gescheiden |
| Steve Fenton          | 1995 | 1996 | gescheiden |
| Anthony J. Pellegrino | 1998 | 2000 | gescheiden |
| John Stamatakis       | 2004 | 2008 | gescheiden |

## Filmografie

### Films
Selectie:
- 2009 Empire State – als Laurel Cochrane
- 2007 While the Children Sleep – als Meghan Eastman
- 2003 Lucky 7 – als Rachel Myer
- 1999 Deuce Bigalow: Male Gigolo – als Claire
- 1990 People Like Us – als Rebecca Bailey
- 1989 Nobody's Perfect – als Shelly
- 1988 She's Having a Baby – als Laura

### Televisieseries
Uitgezonderd eenmalige gastrollen.
- 2018 - 2023 Criminal Minds - als Krystall Richards - 7 afl.
- 2014 - 2015 Revenge - als Stevie Grayson - 11 afl.
- 2010 – 2011 Hellcats – als Wanda Perkins – 19 afl.
- 2008 Desperate Housewives – als Anne Schilling – 4 afl.
- 2007 Boston Legal – als rechter Gloria Weldon – 7 afl.
- 2007 Hidden Palms – als Karen Hardy – 8 afl.
- 2006 Two and a Half Men – als Mandi – 2 afl.
- 2005 Hot Properties – als Ava Summerlin – 13 afl.
- 2002 Monk – als Miranda St. Claire – 2 afl.
- 2002 – 2005 American Dreams – als Helen Pryor - 61 afl.
- 1993 – 1999 NYPD Blue – als Donna Abandando – 58 afl.
- 1993 Designing Women – als Kiki Kearney – 2 afl.
- 1986 – 1990 Matlock – als Julia McCough – 2 afl.
- 1988 China Beach – als Georgia Lee – 2 afl.

- Biblioteca Nacional de España: XX878152
- International Standard Name Identifier: 0000 0000 4385 5077
- Library of Congress Control Number: no2004102618
- Nederlandse Thesaurus van Auteursnamen: 152124624
- Virtual International Authority File: 44018105
- WorldCat: E39PBJjXh7bftrGYj9fRqfGPwC